# Kinas folkbank

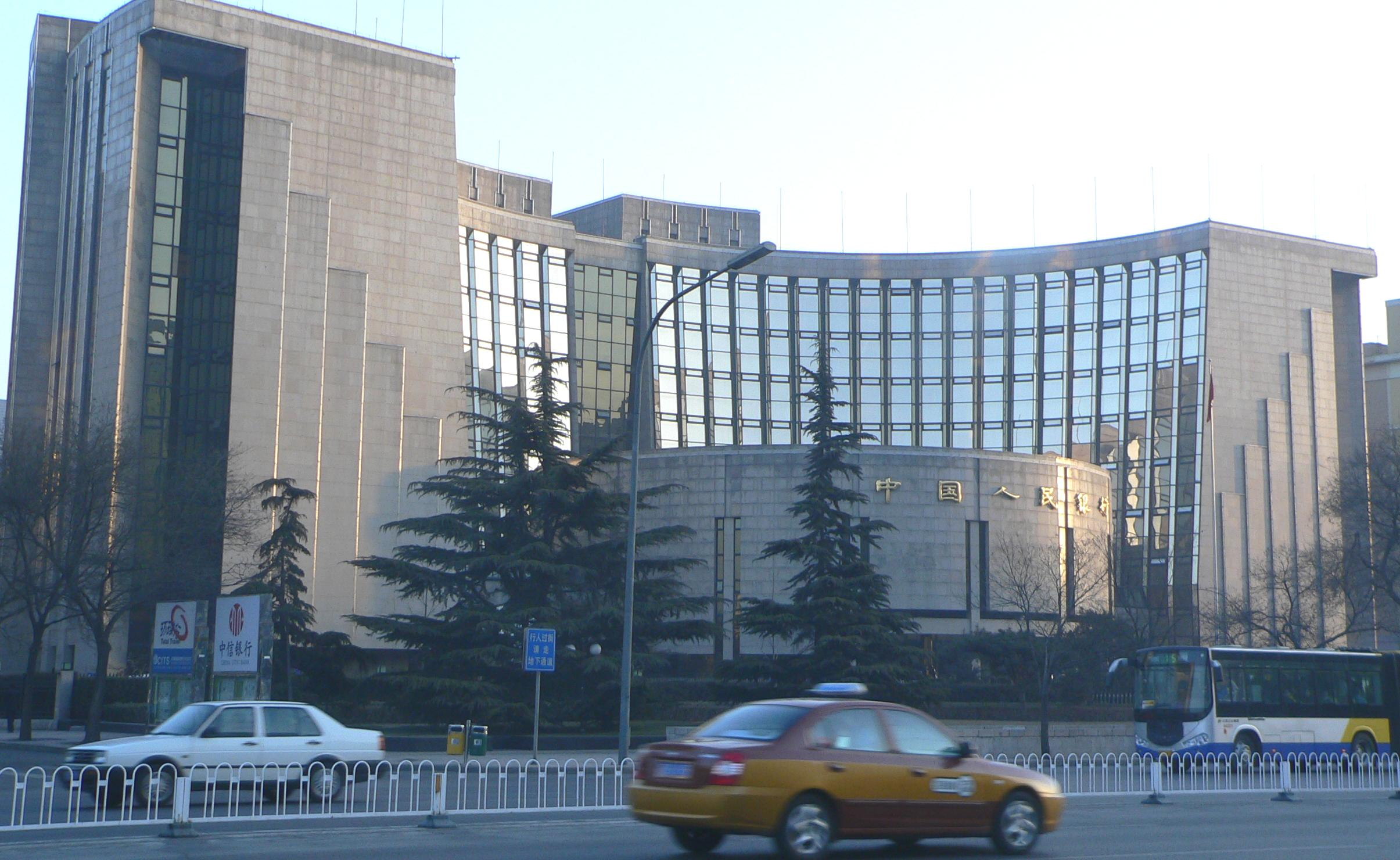
Folkbankens högkvarter i Peking.

Kinas folkbank (kinesiska: 中国人民银行) är Folkrepubliken Kinas centralbank. Ej att förväxla med Republiken Kinas centralbank som är centralbanken på Taiwan.
Kinas folkbank innehar mer finansiella tillgångar är något annat offentligt organ i hela världen. Till bankens ordinarie uppgifter hör också finanspolitisk kontroll samt valutareglering på det kinesiska fastlandet.

## Historia
Kinas folkbank inrättades år 1948 och baserades ursprungligen i Shijiazhuang i Hebeiprovinsen men flyttade till Peking året därpå. Fram till de ekonomiska reformerna i Kina under 1980-talet var Folkbanken inte bara centralbank utan också dominerande affärsbank då privatägda sådana ej tilläts på det kinesiska fastlandet. Affärsbanksverksamheten överfördes så småningom till fyra nyskapade statliga banker och Kinas folkbank förblev centralbank.
År 2011 uppskattades banken inneha tillgångar värda motsvarande 3,201 biljoner amerikanska dollar.

## Ordförande
- Nan Hanchen (南汉宸): Oktober 1949 – oktober 1954
- Cao Juru (曹菊如): Oktober 1954 – oktober 1964
- Hu Lijiao (胡立教): Oktober 1964–1966
- Chen Xiyu (陈希愈): Maj 1973 – januari 1978
- Li Baohua (李葆华): Januari 1978 – april 1982
- Lü Peijian (吕培俭): April 1982 – mars 1985
- Chen Muhua (陈慕华): Mars 1985 – april 1988
- Li Guixian (李贵鲜): April 1988 – juli 1993
- Zhu Rongji (朱镕基): Juli 1993 – juni 1995
- Dai Xianglong (戴相龙): Juni 1995 – december 2002
- Zhou Xiaochuan (周小川): December 2002 –